# Stacja Narciarska Biały Jar w Karpaczu
Stacja Narciarska Biały Jar w Karpaczu – ośrodek narciarski położony w Karpaczu w Karkonoszach, usytuowany w rejonie potoku Łomnica.

## Nazwa
Nazwa ośrodka pochodzi od nazwy hotelu oraz przystanku autobusowego „Biały Jar”, znajdującego się w dolnej części kompleksu.

## Wyciągi i trasy
W skład kompleksu wchodzą:
- 6-osobowy wyciąg krzesełkowy firmy Doppelmayr typu 6 – CLD/B z osłoną i podgrzewanymi kanapami (na 31 wózkach), o długości 579 m[3] i przepustowości 2800 osób na godzinę (maksymalnie 3200 osób na godzinę). Na skutek protestów ekoaktywistów ograniczono przepustowość wyciągu do 1800 – 2400 osób na godzinę. Czas wjazdu – 2,32 minuty, prędkość – 5 m/s[4]
- ruchomy chodnik „Magiczny Dywan” o długości 50 m.

Na terenie ośrodka istnieją 4 trasy narciarskie:
- (1) czerwona trasa (od górnej do dolnej stacji wyciągu krzesełkowego) o długości 650 m, przewyższeniu 75 m i średnim nachyleniu 13%.
- (2) czerwona trasa (szerszym łukiem), o długości 800 m i średnim nachyleniu 9%
- (3) niebieska trasa (jeszcze szerszym łukiem), o długości 1100 m i średnim nachyleniu 7%.
- zielona trasa dla dzieci wzdłuż ruchomego chodnika.

Żadna z tras ośrodka nie jest homologowana przez FIS.
Stacja nie jest członkiem Stowarzyszenia Polskie stacje narciarskie i turystyczne.

## Pozostała infrastruktura
Na terenie ośrodka do dyspozycji narciarzy i snowboardzistów są:
- wypożyczalnia sprzętu zimowego, przedszkole narciarskie w pobliżu górnej stacji wyciagu krzesełkowego
- Centrum Szkoleniowe posiadające licencję Stowarzyszenia Instruktorów i Trenerów Narciarstwa PZN
- placówka GOPR
- punkty gastronomiczne
- WC i parkingi. Parkingi były poważnym problemem ośrodka, ponieważ dyspononował on jedynie 17 miejscami parkingowymi. Parking przy górnej stacji działa bez zezwolenia. Operator wynegocjował dzierżawę miejskiej łąki, która mieści 150 samochodów oraz półhektarowej działki przy skoczni narciarskiej Orlinek. Parkowanie możliwe jest też na bezpłatnym parkingu Hotelu Gołębiewski (400 samochodów)[6].

## Operator
Operatorem i właścicielem stacji jest Winterpol Sp. z o.o. z siedzibą w Dusznikach-Zdroju, Zieleniec 72A. Prezesem jej zarządu jest Marek Sobiesiak, a prokurentem – Magdalena Sobiesiak-Michalska – dzieci Ryszarda Sobiesiaka.

## Kontrowersje środowiskowe
Budowa ośrodka wzbudziła protesty ekoaktywistów. Stacja znajduje się w otulinie Karkonoskiego Parku Narodowego i Natury 2000. Według Pracowni na rzecz Wszystkich Istot inwestycja związana była z koniecznością „usunięcia 3 ha lasów ochronnych. W strefie jej oddziaływania stwierdzono występowanie 7 chronionych gatunków płazów oraz 23 chronionych gatunków ptaków.”. Za problematyczne uznano także pozyskiwanie wody do naśnieżania, ponieważ z obliczeń hydrologicznych miało wynikać, że potok Łomnica, który miałby stanowić źródło wody, nie jest w stanie zasilić w nią wystarczająco instalacji naśnieżania.

## Historia
Spółka Winterpol została zarejestrowana w KRS w październiku 2003 roku. Od 2007 roku starała się o pozwolenie na budowę ośrodka narciarskiego w Białym Jarze.
Ośrodek został uruchomiony 18 sierpnia 2011 roku.
Poboczne wątki afery hazardowej w 2009 roku były związane z pozwoleniami na uruchomienie tego ośrodka.